# Jožef Altmann
Jožef Altmann, nemški trgovec in politik.
Bil je prvi mariborski župan (Bürgermeister).

## Županovanje
Jožef Altman je bil za prvega mariborskega župana izvoljen leta 1798. Župana so volili vsi meščani. Izvoljena je bila lahko le oseba, ki sta jo za volitve priznala apelacijsko sodišče in gubernij.
Leta 1802 je odstopil s položaja. Njegovo mesto je za kratek čas prevzel Franc Lindner.